# Speed (speedrunner)
Alan Soares, vulgo Speed, é um speedrunner brasileiro e recordista mundial em diversas categorias da série Mortal Kombat. Ele é um dos mais proeminentes speedrunners brasileiros do jogo.

## Carreira
Natural de São Paulo, Soares disputou em diversos campeonatos de Mortal Kombat em múltiplos estados do Brasil. Em 2018, conquistou o recorde mundial de Mortal Kombat 3, terminando o jogo em cinco minutos e onze segundos. No mesmo ano, ele zerou o mesmo jogo de olhos vendados no nível "very hard" utilizando o personagem Nightwolf, que refletia os ataques do oponente. Em 2022, Soares concluiu Mortal Kombat 3 com Kung Lao, sem macetes ou bugs e na dificuldade "very hard", em 7 minutos e 17 segundos, quebrando mais um recorde no jogo.
Ele competiu com o speedrunner ParallaxMKChile em Mortal Kombat 2 por anos, durantes os quais um quebrava o recorde do outro, arriando o tempo recorde do jogo diversas vezes. Em 2023, ele concluiu Mortal Kombat 2 sem levar nenhum dano. Soares é o dono do canal BySpeed, onde publicou suas speedruns.